# Термоэлектронная эмиссия
Термоэлектро́нная эми́ссия (эффе́кт Ри́чардсона, эффект Э́дисона) — излучение электронов из твёрдого тела, металла и полупроводников в свободное пространство (обычно в вакуум или разрежённый газ) при нагреве его до высокой температуры. Эмиссия наблюдается начиная с 900 К.

## История открытия

Термоэлектронная эмиссия в электровакуумном диоде. При подаче положительного напряжения на анод через вакуум между катодом и анодом протекает электрический ток, при обратной полярности напряжения тока нет. Стрелками показано направление движения электронов, направление тока обратно направлению движения электронов.

Впервые об этом явлении сообщил Эдмонд Беккерель в 1853 году.
Явление было переоткрыто в 1873 году Фредериком Гатри в Великобритании: во время работы с заряженными телами Гатри обнаружил, что раскалённый железный шар теряет свой заряд, если он заряжен отрицательно, но положительно заряженный шар заряда не теряет.
Также термоэлектронную эмиссию изучали Иоганн Гитторф (1869—1883), Ойген Гольдштейн (1885), Юлиус Эльстер и Ганс Гейтель (1882—1889).
Эффект был вновь открыт Томасом Эдисоном 13 февраля 1880 года. В своих опытах Эдисон пытался выяснить, почему в лампе накаливания, которую он создал, нити накала перегорали раньше времени и почему на внутренней стороне колбы образовывался тёмный налёт вблизи положительного электрода нити. Эдисон производил опыты с несколькими экспериментальными вакуумированными лампами накаливания с дополнительной металлической пластиной или листочком фольги внутри колбы, которая сама электрически изолирована от нити накаливания и имеет дополнительный электрический вывод сквозь стекло колбы. В этих опытах Эдисон обнаружил, что если эта пластина имела положительный потенциал относительно нити накала, то через вакуум протекал заметный ток, а если потенциал пластины был отрицательный относительно нити накала, то ток отсутствовал, причём ток наблюдался только в том случае, если нить накала была достаточно сильно разогрета.
В дальнейшем это явление стало объясняться испусканием электронов, которые являются отрицательно заряженными частицами, нагретыми телами. Однако в описываемое время электрон ещё не был открыт: его открыл Джозеф Томсон лишь в 1897 году.
Эдисон также обнаружил, что ток от нагретой нити быстро увеличивался с ростом напряжения накала, и подал заявку на патент 15 ноября 1883 года на устройство для регулирования напряжения с использованием эффекта (патент США 307 031). Данный патент США на электронное устройство считается первым.
Несколько экземпляров ламп накаливания с демонстрацией эффекта Эдисон представил на Международной электрической выставке в Филадельфии в сентябре 1884 года. Британский учёный Уильям Прис, посетивший выставку, забрал с собой несколько таких ламп для изучения явления. После их изучения он подготовил в 1885 году доклад, в котором назвал термоэлектронную эмиссию «эффектом Эдисона».
Затем британский физик Джон Амброз Флеминг, работавший в британской компании «Wireless Telegraphy», обнаружил, что эффект Эдисона может использоваться для детектирования радиоволн. Флеминг продолжил разработку двухэлектродной вакуумной лампы, теперь известной как электровакуумный диод, на которую получил патент 16 ноября 1904 года.

## Физика явления
Для выхода электрона из металла во внешнее пространство ему необходимо придать некоторую энергию, называемую работой выхода электрона, — преодолеть потенциальный барьер.
Концентрация свободных электронов в металлах достаточно высока, поэтому даже при средних температурах из-за распределения электронов по скоростям (по энергии) некоторые из них обладают энергией, достаточной для преодоления потенциального барьера на границе металла. При комнатной температуре доля таких электронов очень мала и ток термоэлектронной эмиссии не наблюдается. С повышением температуры кинетическая энергия теплового движения быстро растёт — и термоэлектронная эмиссия становится заметной.
Исследование закономерностей термоэлектронной эмиссии можно наблюдать с помощью простейшей двухэлектродной лампы — вакуумного диода, представляющего собой баллон, из которого откачан газ, с размещёнными внутри него двумя электродами: катодом и анодом. В простейшем случае катодом может служить проволока из тугоплавкого металла (например, вольфрама), накаливаемая электрическим током. Анод чаще всего выполняют в виде полого металлического цилиндра, окружающего катод. Если между анодом и катодом приложить напряжение, то при горячем катоде и при подаче на анод напряжения, положительного относительно катода, ток начинает протекать через промежуток между анодом и катодом. Если на анод подавать отрицательное относительно катода напряжение, то ток прекращается, как бы сильно катод ни нагревали. Из этого опыта следует, что нагретый катод испускает отрицательные частицы — электроны.
Если поддерживать температуру накалённого катода постоянной и построить зависимость анодного тока от анодного напряжения — вольт-амперную характеристику вакуумного диода, то оказывается, что она нелинейна, то есть для вакуумного диода закон Ома не выполняется.
Зависимость термоэлектронного тока от анодного напряжения в области малых положительных значений описывается законом степени трёх вторых (установлен русским физиком С. А. Богуславским и американским физиком И. Ленгмюром):
{\displaystyle I=BU^{3/2}},
где {\displaystyle B} — коэффициент (первеанс), зависящий от формы и размеров электродов, а также их взаимного расположения.
При увеличении анодного напряжения сила тока возрастает до некоторого максимального значения, при котором ток называется током насыщения, и далее не увеличивается при последующем повышении напряжения на аноде. При этом практически все электроны, покидающие катод, поглощаются анодом, поэтому дальнейшее увеличение напряжённости поля между анодом и катодом не может привести к увеличению тока. Следовательно, плотность тока насыщения характеризует эмиссионную способность материала катода.
Термоэлектронный диод также может использоваться для преобразования разности температур в электроэнергию напрямую, без движущихся частей — таковым служит термоэлектронный преобразователь, разновидность теплового двигателя.

## Формула Ричардсона для плотности тока насыщения
Формула, которую на основе классической электронной теории металлов первоначально вывел Ричардсон и в которую американский учёный С. Дэшман затем внёс уточнения, пользуясь квантовой теорией, называется уравнением Ричардсона — Дешмана.
Плотность тока насыщения определяется формулой Ричардсона — Дешмана, выведенной теоретически на основе квантовой статистики:
{\displaystyle j=(1-\langle R\rangle )A_{0}\cdot T^{2}\cdot e^{-e\varphi /kT}}, где:
- {\displaystyle \langle R\rangle } — коэффициент отталкивания электронов от потенциального барьера, а точнее, значение, усреднённое по спектру термоэлектронов;
- {\displaystyle A_{0}} — термоэлектрическая постоянная, равная {\displaystyle 120{,}4\ {\cfrac {\operatorname {A} }{\operatorname {K} ^{2}\operatorname {cm} ^{2}}},} а в модели свободных электронов А. Зоммерфельда — {\displaystyle A_{0}={4\pi mk^{2}e \over h^{3}}=1,20173\times 10^{6}\,\mathrm {A\cdot m^{-2}K^{-2}} ;}
- {\displaystyle \varphi } — работа выхода (потенциал) электронов из катода;
- {\displaystyle k} — постоянная Больцмана;
- {\displaystyle e} и {\displaystyle m} — заряд и масса электрона;
- {\displaystyle h} — постоянная Планка;
- {\displaystyle T} — абсолютная температура.

Для практического применения эту формулу также записывают в виде:
{\displaystyle j=a\cdot T^{2}\cdot e^{-b/kT}},
где {\displaystyle a,\ b} — постоянные для данного материала катода параметры, определяемые из опыта.
Уменьшение работы выхода приводит к быстрому увеличению плотности тока насыщения. Обычно используют катоды, которые выдерживают большие температуры и обладают высокой эмиссионной способностью: как правило, из вольфрама, торированного вольфрама и из гексаборида лантана ({\displaystyle {\ce {LaB_6}}}). Также используют оксидные катоды (например, вольфрам, покрытый тонким слоем оксидов щёлочноземельных металлов) с пониженной рабочей температурой по сравнению с вышеперечисленными.

## Эффект Шоттки при термоэлектронной эмиссии

Вид электростатического потенциала вблизи отрицательно заряженного электрода и снижение работы выхода за счёт эффекта Шоттки.
Чёрная линия — потенциал без наложения внешнего поля; красная линия — потенциал от внешнего поля; синяя линия — потенциал электрона с одновременным учётом работы выхода и внешнего поля; — расстояние от электрода с максимумом потенциала.

При наложении внешнего электростатического поля, силовые линии которого направлены к эмиттеру (катоду) — то есть этот электрод имеет отрицательный потенциал относительно анода, — наблюдается снижение работы выхода электронов из катода. Это явление называется эффектом Шоттки, получившее название в честь Вальтера Шоттки, исследовавшего его. Приблизительное объяснение эффекта приведено на рисунке. Внешнее электрическое поле {\displaystyle E_{U}} понижает работу выхода на величину {\displaystyle \Delta W}. Электроны в металле имеют энергию, равную энергии уровня Ферми {\displaystyle E_{F}}, а электроны на бесконечном удалении от поверхности имеют энергию {\displaystyle E_{\infty }}. Разность этих энергий — это работа выхода {\displaystyle E_{e}}. Сумма сил притяжения к катоду и от внешнего поля имеет локальный максимум на расстоянии {\displaystyle x_{m}} от катода, причём этот максимум имеет энергию ниже энергии выхода, что увеличивает термоэлектронную эмиссию. Эмиссия электронов, которая происходит в результате совместного действия эффекта Шоттки и термоэлектронной эмиссии часто называется «эмиссией Шоттки». Формулу для плотности тока термоэлектронной эмиссии с учётом эффекта Шоттки можно получить простой модификацией формулы Ричардсона, подставив в неё вместо {\displaystyle \varphi } энергию {\displaystyle \varphi -\Delta W}:
{\displaystyle J(F,\ T,\ W)=A_{\mathrm {G} }T^{2}e^{-(\varphi -\Delta W) \over kT}.}
Величина уменьшения работы выхода {\displaystyle \Delta W}за счёт эффекта Шоттки даётся формулой:
{\displaystyle \Delta W={\sqrt {q^{3}E \over 4\pi \varepsilon _{0}}},} где:
- {\displaystyle q} — элементарный заряд;
- {\displaystyle E} — напряжённость электрического поля;
- {\displaystyle \varepsilon _{0}} — диэлектрическая постоянная вакуума.

Эта формула хорошо согласуется с практическими измерениями при напряжённости электрического поля примерно до 108 В/м. Для напряжённости электрического поля выше 108 В/м существенным становится туннелирование электронов через потенциальный барьер, так называемое туннелирование Фаулера — Нордхайма, и при этом туннельный ток начинает вносить значительный вклад в общий ток эмиссии. В этом режиме эффекты термоэлектронной и туннельной эмиссии, которая усиливается за счёт поля, могут быть описаны уравнением Мерфи — Гуда. В ещё более сильных полях туннелирование Фаулера — Нордхайма становится доминирующим механизмом электронной эмиссии — и катод работает в так называемом режиме «холодной электронной эмиссии» или «автоэлектронной эмиссии».
Термоэлектронная эмиссия также может усиливаться от других форм возбуждения поверхности катода — например, при облучении светом. Так, возбуждённые атомы цезия в парах в термоэмиссионных преобразователях образуют активные центры Cs- Ридберга, которые приводят к уменьшению работы выхода с 1,5 эВ до 1,0—0,7 эВ. Эти центры имеют большое время жизни, и работа выхода остаётся низкой, что существенно повышает эффективность термоэмиссионного преобразователя.

## Применение явления
На явлении термоэлектронной эмиссии основана работа почти всех вакуумных электронных приборов (кроме фотоэлементов, ФЭУ, где используется внешний фотоэффект, а также холоднокатодных приборов, где используется автоэмиссия, и ВЭУ, где используется вторичная электронная эмиссия) и электронно-лучевых приборов, электронно-лучевой технологии, электронных микроскопах, термоэмиссионных преобразователей энергии.